# Neuwirtshauser Forst
Der Neuwirtshauser Forst ist ein 20,69 km² großes gemeindefreies Gebiet im Landkreis Bad Kissingen in der bayerischen Rhön. Das Gebiet ist komplett bewaldet.

## Geografie

### Lage
Der Neuwirtshauser Forst liegt nördlich der Gemeinde Wartmannsroth, mit dem namensgebenden Ortsteil Neuwirtshaus. Im gemeindefreien Gebiet liegen einige Exklaven der Gemeinde Wartmannsroth, des Marktes Schondra sowie des Marktes Oberthulba. Die Bundesstraße 27 und die Bundesautobahn 7 verlaufen durch das östliche Areal. Die höchste Erhebung im Neuwirtshauser Forst ist das Knörzchen mit 505 m ü. NN.

### Nachbargemeinden
| Markt Zeitlofs                           | Geiersnest-Ost (Gemeindefreies Gebiet) | Markt Schondra   |
| Forst Detter-Süd (Gemeindefreies Gebiet) |                                        |                  |
| Gemeinde Wartmannsroth                   |                                        | Markt Oberthulba |

## Kultur und Sehenswürdigkeiten

### Baudenkmäler
→ Liste der Baudenkmäler im Neuwirtshauser Forst

## Verkehr
Das Gebiet wird von der B27 und der A7 durchquert.